# Serranus huascarii
Serranus huascarii és una espècie de peix de la família dels serrànids i de l'ordre dels cipriniformes que es troba al Pacífic oriental central.